# Ivry-en-Montagne
Pour les articles homonymes, voir Ivry.
Ivry-en-Montagne était une commune française située dans le département de la Côte-d'Or en région Bourgogne-Franche-Comté qui a fusionné le 1er janvier 2016 avec Jours-en-Vaux, pour donner naissance à Val-Mont.

## Géographie
L'ancienne nationale 6, aujourd'hui D 906, traverse la commune.

## Histoire
Les sœurs de la providence s'occupaient de l'enseignement des filles au XIXe siècle.
La commune, très tôt au XIXe siècle, fut desservie par le train, traversée par le tracé du chemin de fer d'Epinac, construit de 1829 à 1835, qui allait d'Épinac au canal de Bourgogne. Au lieu-dit "Le Grand Champ" apparaît sur la carte d'état-major de 1826-1866 la mention "machine à vapeur". Cette machine stationnaire à vapeur servait à faire remonter les trains le long d'un rare plan incliné. Lors du développement des machines locomotives à vapeur, tout comme à Montceau-et-Echarnant, la voie fit un détour, mais cette fois vers le sud-est afin de leur présenter une pente moins abrupte.

## Politique et administration
| Période                                  | Période       | Identité              | Étiquette | Qualité |
| ---------------------------------------- | ------------- | --------------------- | --------- | ------- |
| juin 2005                                | décembre 2015 | Christian Bressoulaly |           |         |
| mars 1989                                | mars 2005     | Philippe Magnien      |           |         |
| Les données manquantes sont à compléter. |               |                       |           |         |

## Démographie
L'évolution du nombre d'habitants est connue à travers les recensements de la population effectués dans la commune depuis 1793. À partir du 1er janvier 2009, les populations légales des communes sont publiées annuellement dans le cadre d'un recensement qui repose désormais sur une collecte d'information annuelle, concernant successivement tous les territoires communaux au cours d'une période de cinq ans. 
Pour les communes de moins de 10 000 habitants, une enquête de recensement portant sur toute la population est réalisée tous les cinq ans, les populations légales des années intermédiaires étant quant à elles estimées par interpolation ou extrapolation. Pour la commune, le premier recensement exhaustif entrant dans le cadre du nouveau dispositif a été réalisé en 2008,.
En 2013, la commune comptait 161 habitants, en évolution de −15,26 % par rapport à 2008 (Côte-d'Or : +1,38 %, France hors Mayotte : +2,49 %).
| 1793 | 1800 | 1806 | 1821 | 1831 | 1836 | 1841 | 1846 | 1851 |
| ---- | ---- | ---- | ---- | ---- | ---- | ---- | ---- | ---- |
| 322  | 350  | 369  | 363  | 511  | 574  | 605  | 599  | 615  |

| 1856 | 1861 | 1866 | 1872 | 1876 | 1881 | 1886 | 1891 | 1896 |
| ---- | ---- | ---- | ---- | ---- | ---- | ---- | ---- | ---- |
| 557  | 557  | 566  | 504  | 488  | 449  | 418  | 434  | 430  |

| 1901 | 1906 | 1911 | 1921 | 1926 | 1931 | 1936 | 1946 | 1954 |
| ---- | ---- | ---- | ---- | ---- | ---- | ---- | ---- | ---- |
| 402  | 382  | 338  | 311  | 378  | 353  | 329  | 305  | 274  |

| 1962 | 1968 | 1975 | 1982 | 1990 | 1999 | 2008 | 2013 | - |
| ---- | ---- | ---- | ---- | ---- | ---- | ---- | ---- | - |
| 239  | 195  | 203  | 202  | 195  | 186  | 190  | 161  | - |

## Économie
La Société coopérative agricole Élevage Moderne de Bourgogne (SCAEMB) fabrique des aliments pour animaux de ferme.

## Lieux et monuments

### Château de Corabœuf
En 1228, existe la sentence de l'archidiacre d'Autun entre la dame de Corrabœuf et ses fils et l'abbaye de Saint-Martin d'Autun, au sujet de la terre de Monnetoy.
Malgré les assauts des Écorcheurs, la démolition de 1478 ordonnée par Louis XI et l'incendie de 1576 par l'armée huguenote, une grande partie du château nous est parvenue. Il associe d'authentiques vestiges du XIVe siècle (la tour d'entrée, le mur d'enceinte, les tours est, ouest et sud de la cour carrée), à un édifice du XIXe siècle élevé dans le style du XVe siècle. Le château de Corabœuf exalte cette puissance propre à l'architecture militaire féodale.
Le château est constitué d'un donjon du XVe siècle flanqué de deux ailes formant équerre. L'aile est, également du XVe siècle, a été remaniée et aménagée au XVIIIe siècle par Jean-Baptiste Richard de Curtil, qui fait ériger ses biens en marquisat. L'aile nord a été entièrement refaite au XIXe siècle par Paul de Richard d'Ivry (à l'exception de la tour-porche à son extrémité ouest qui date du Moyen Âge) : bâtiment construit en 1860 dans le style néo-gothique par l'architecte Roidot-Errard ; le décor intérieur a été conçu par l'architecte Charles Suisse et réalisé par Xavier Schanosky dans le goût néo-XVIIe siècle (salon orné de boiseries, plafonds peints...). Paul Xavier de Richard d'Ivry est compositeur, il écrivit, entre autres un opéra "Les Amants de Verone" qui fut joué au Théâtre Ventadour à Paris et à Covent Garden.
Un pavillon isolé au fond du parc date également du XVIIIe siècle.
Coraboeuf fait partie du patrimoine historique privé et appartient à la même famille depuis le XVIIIe siècle. Les propriétaires actuels, à la suite de mariages et héritages, sont les Law de Lauriston-Boubers.
Ce château est ouvert à la visite gratuitement. On peut visiter la salle basse du donjon, l'arboretum et les parcs et jardins.

### Église Saint-Étienne d'Ivry
Son chœur est roman. Elle comprend également une chapelle seigneuriale voutée d'ogive du XVe siècle.

## Personnalités liées à la commune
- Paul de Richard d'Ivry (1829-1923), compositeur, contemporain et ami de Gounod, écrivit un opéra « les amants de Vérone »[8]
- Maurice Thiney, explorateur[9].
- Rudolf Eggs, Compagnon de la Libération, repose à Ivry-en-Montagne.

## Héraldique
| Blason de Ivry-en-Montagne | Blason  | D'azur au bœuf d'or, au chef d'argent chargé de trois cors de chasse de gueules liés d'azur. |
| Blason de Ivry-en-Montagne | Détails | Le statut officiel du blason reste à déterminer.                                             |